# Mugnulo
Il mùgnulo o mùgnolo è un raro ortaggio coltivato nel Salento, in particolare nella provincia di Lecce, in Abruzzo a Pettorano sul Gizio in provincia dell'Aquila e in Campania nelle provincie di Napoli e Caserta.
Viene chiamato anche "cavolo povero" e, dal punto di vista tassonomico, è identificato come cavolo broccolo. A tal proposito, alcuni autori ipotizzano che costituisca il progenitore dal quale quest'ultimo sia stato selezionato.

## Morfologia
Dal punto di vista morfologico i mùgnoli sono ben distinguibili dal cavolo broccolo, poiché presentano un'infiorescenza sensibilmente più piccola e meno compatta, che potrebbe essere confusa con quella della "cima di rapa". Inoltre, i fiori sono di colore bianco, più grandi e con brattee fiorali più ampie rispetto a quelle del cavolo broccolo.

## Ciclo colturale
Le semine vengono effettuate in semenzaio, a partire dalla metà di giugno fino alla metà di settembre, a seconda della disponibilità di acqua.
Il trapianto avviene dopo 20-25 giorni dalla semina, quando le piante sono alte circa 10–20 cm.
La raccolta, di tipo scalare, inizia generalmente circa 90 giorni dopo il trapianto, in un periodo compreso fra la metà di novembre e la fine di marzo-inizio di aprile.  
Essa prevede il taglio delle infiorescenze che man mano si formano, prelevando quelle che comunemente, in dialetto leccese, vengono chiamate "spuntature". La specie è conosciuta con altri termini dialettali quali spuriàtu, càulu, pòeru.

## Preparazioni
La parte edule è costituita dall'infiorescenza con una porzione di stelo, sul quale sono portate delle foglie tenere che saranno anch'esse utilizzate.
L'impiego dei mùgnuli nella cucina popolare leccese è confermato dalle numerose ricette tradizionali che lo vedono protagonista, quali "cauli nfucati"  dove le spuntature sono soffrite nell'olio, o "cauli cu l'ou" una variante della prima in cui si lasciano soffriggere anche delle uova, la "massa e cauli" (o la "tria cu li mùgnuli") dove la massa (o la tria)  è una tagliatella di grano duro casareccia.

## Riconoscimenti
La regione Puglia ha inserito i mùgnuli nell'elenco dei prodotti agroalimentari tradizionali italiani col nome di mùgnuli.
Dal 2021 il Comune di Pettorano sul Gizio ha assegnato ai Mùgnuli di Pettorano Sul Gizio il marchio DE.CO. (Denominazione Comunale di Origine)

## PSR Puglia
La regione Puglia, all'interno del suo P.S.R. (Programma di Sviluppo Rurale) 2007-2013, ha inserito i mùgnuli nell'allegato 8 della Misura 214 - Azione 3 "Tutela della biodiversità" come specie a rischio di erosione genetica.